# Vatierville
Vatierville is een gemeente in het Franse departement Seine-Maritime (regio Normandië) en telt 115 inwoners (2009). De plaats maakt deel uit van het arrondissement Dieppe.

## Geografie
De oppervlakte van Vatierville bedraagt 4,5 km², de bevolkingsdichtheid is dus 25,6 inwoners per km².
De onderstaande kaart toont de ligging van Vatierville met de belangrijkste infrastructuur en aangrenzende gemeenten.

## Demografie
Onderstaande figuur toont het verloop van het inwonertal (bron: INSEE-tellingen).